# Писанос, Стив
Стив (Спирос) Писанос (англ. Steve Pisanos, греч. Σπύρος Πισσάνος; 10 ноября 1919, Афины — 6 июня 2016, Калифорния, США) — американский лётчик греческого происхождения, Ас эпохи Второй мировой войны, воевал в рядах американских лётчиков — добровольцев эскадрильи American Eagles британской авиации RAF и 4-й эскадрильи истребителей USAAF. Сбил 10 вражеских самолётов . По окончании войны стал лётчиком испытателем первых реактивных самолётов. Был полковником в отставке USAF, жил в Сан-Диего, Калифорния. В 2008 году издал книгу «Летающий Грек» (The Flying Greek), описывая свою жизнь в Америке и воспоминания о своём участии в войне.

## Летающий Грек
С детства увлекался авиацией и ежедневно проводил своё время возле учебного аэродрома греческой авиации в Татой, Афины.
В 1938 году нелегально эмигрировал в США и работал официантом. Из своего скромного жалованья оплачивал лётные уроки.
В начале 1943 года вступил добровольцем в ряды американских пилотов британских RAF (71-я эскадрилья American Eagles).
American Eagle 24 октября 1942 года была объединена с 4-й истребительной группой (4th Fighter Group USAAF), с базой в Дебден. Писсанос был единственным не-американцем в группе и ему было предложено сменить гражданство. Так он стал Стивом Писаносом.
Вскоре, летая на P-47 Thunderbolt (персональное имя самолета Miss Plainfield), он одержал свои первые победы и местные газеты американского города Plainfield, Нью-Джерси, где он жил, стали именовать его «Летающий Грек» (The Flying Greek).
Писанос участвовал во многих боях в небе Франции, Бельгии, Голландии, Германии.
29 января 1944 года истребители 4th FG сопровождали 803 бомбардировщиков 8-й армии в налёте на Франкфурт. Писанос одержал двойную победу над городом Ахен, сбив 2 Messerschmitt Bf.109 из состава эскадры JG2.
На его счету было уже 8 побед, когда 5 марта 1944 года его эскадрилья сопровождала бомбардировщики над Южной Францией.
Писанос сбил ещё 2 Bf.109F, но на обратном пути двигатель самолёта заглох и Писанос совершил вынужденную посадку, недалеко от города Гавр. Писанос был спрятан французскими «маки», вступил в ряды французских партизан и воевал в их рядах 6 месяцев, одновременно выполняя роль агента OSS выискивая цели для авиации.
После освобождения Парижа, был послан в США как лётчик испытатель, где он остался до конца войны.

## После войны
Писанос был одним из 3-х первых испытателей первого американского реактивного самолёта F-80 Shooting Star. В дальнейшем он попытался продолжить свою карьеру в гражданской авиации и стал пилотом Trans World Airlines-TWA. Однако вскоре ему было предложено повышение и место лётчика-испытателя в ВВС.
Он летал на всех новых самолётах от F-84 Thunderjet до F-102 Delta Dagger, F-106 Delta Dart и F-4 Phantom II. Затем служил в звании подполковника на многих должностях. В последние 3 года своей службы оказался снова в Греции, где в течение 3-х лет помогал греческой авиации освоить Phantom F-4E.
Ушел на пенсию в 1974 году и вернулся в свой дом в Сан-Диего.